# مجموعه تپه خرابه قلعه
مجموعه تپه خرابه قلعه مربوط به سده‌های اولیه دوران‌های تاریخی پس از اسلام است و در شهرستان مشگین‌شهر، بخش مرادلو، دهستان صلوات، روستای صلوات واقع شده و این اثر در تاریخ ۲۶ اسفند ۱۳۸۷ با شمارهٔ ثبت ۲۵۷۷۲ به‌عنوان یکی از آثار ملی ایران به ثبت رسیده است.